# 松本隆太郎
松本 隆太郎（まつもと りゅうたろう、1986年1月16日 - ）は、日本の男子レスリング選手。群馬県邑楽郡千代田町出身。群馬ヤクルト販売所属。弟の篤史は2018年の世界選手権フリースタイル92㎏級3位となった。

## 来歴
群馬県立館林高等学校、日本体育大学体育学部体育学科卒。日体大院前期課程修了。
全日本選抜選手権では男子グレコローマン60kg級で2009年から現在まで3連覇している。
2010年レスリング世界選手権グレコローマン60kg級で銀メダルを獲得。
2011年レスリング世界選手権では翌2012年ロンドンオリンピックの日本の出場枠獲得を目指したが、初戦（2回戦）で欧州王者のレバズ・ラシヒ（グルジア）に敗退。
2012年3月、カザフスタンのアスタナで開催された五輪アジア予選に挑み、決勝戦に進出して五輪出場権を獲得。
2012年8月6日、ロンドンオリンピックグレコローマン60kg級に出場。準決勝まで勝ちあがり、金メダルを獲得したオミド・ノルージ（イラン）に敗れたものの、3位決定戦でアルマト・ケピスパエフ（カザフスタン）にフォール勝ちし、銅メダルを獲得。ロンドンオリンピックのレスリング日本勢で最初のメダルであり、男子勢のメダル獲得を15大会連続に伸ばした。グレコローマンに限ればシドニーオリンピック以来3大会ぶり。
2015年時点では選手のセコンドを務めていたりもする。